# پوهنانتس
پوهنانتس (به چکی: Pohnánec) یک منطقهٔ مسکونی در جمهوری چک است که در منطقه تابور واقع شده‌است. پوهنانتس ۲٫۴۹ کیلومتر مربع مساحت و ۶۰ نفر جمعیت دارد و ۵۷۸ متر بالاتر از سطح دریا واقع شده‌است.